# Malnutriție

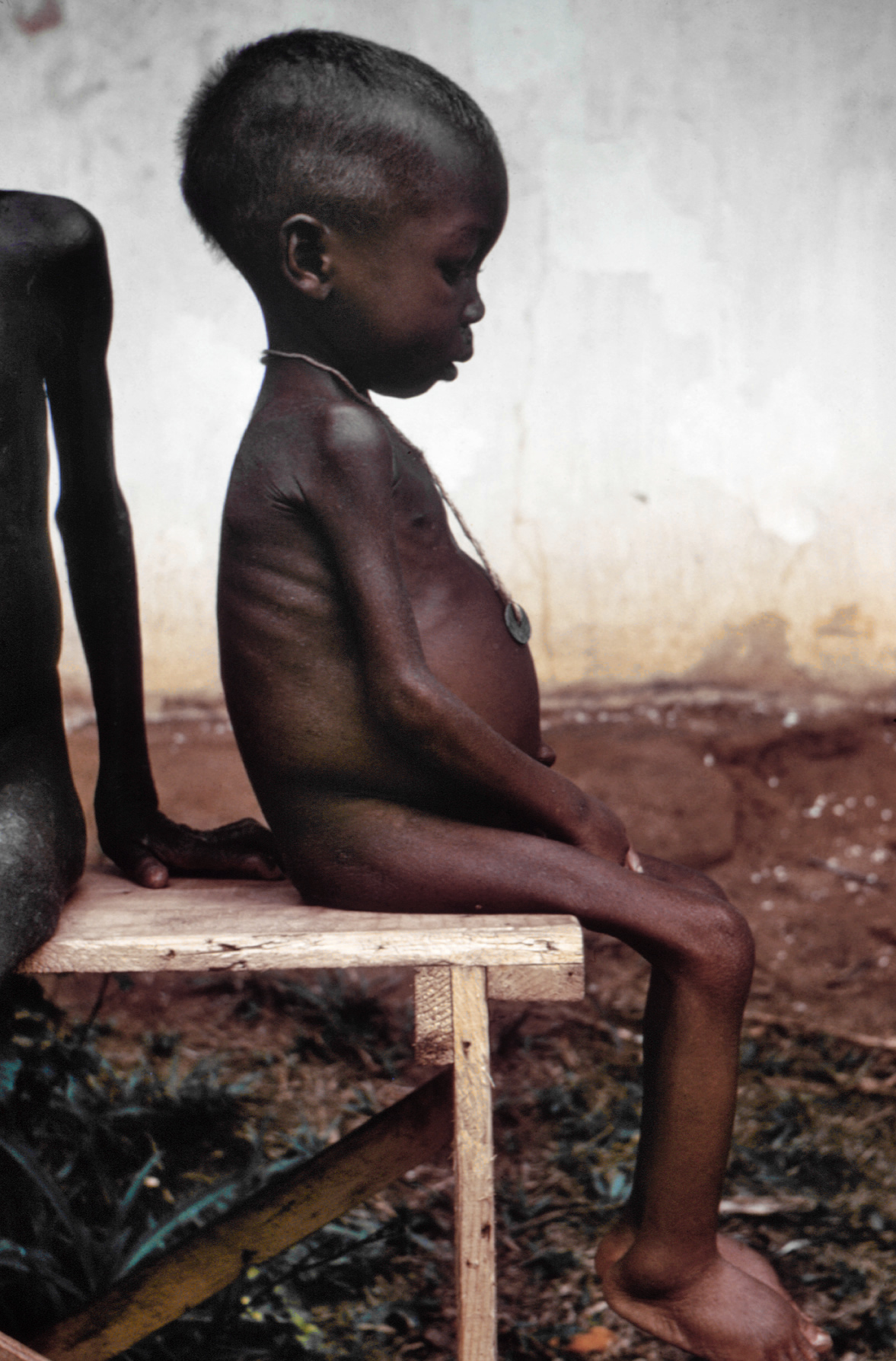
Malnutriție

Malnutriția înseamnă insuficiența unuia sau mai multor elemente nutritive necesare pentru sănătatea și buna-creștere a oamenilor. Malnutriția primară este cauzată de lipsa anumitor elemente esențiale din dietă, precum vitamine, minerale sau proteine.
În anumite regiuni din lume, o economie săracă sau anumite condiții regionale precum seceta sau suprapopularea, pot duce la o diminuare a disponibilității alimentelor. Aceasta poate influența capacitatea populației din zona respectivă de a se hrăni corespunzător.
Malnutriția poate apărea și în situațiile în care alimentele sunt disponibile și suficiente. Malnutriția secundară este cauzată de imposibilitatea absorbției sau utilizării nutrienților (precum în cazul instalării anumitor boli ce afectează tractul gastrointestinal, tiroida, rinichii, ficatul sau pancreasul), de creșterea nevoilor de nutrienți (precum în cazul creșterii la copii, arsurilor, procedurilor chirurgicale, sarcina, febra) sau de excreții excesive (diaree).

## Definiție și simptome
Malnutriția sau subnutriția este o afecțiune care rezultă dintr-o alimentație în care nutrienții nu sunt suficienți sau sunt prea numeroși, într-o asemenea proporție încât să declanșeze probleme de sănătate. Nutrienții implicați pot include: calorii, proteine, carbohidrați, vitamine sau minerale. Se utilizează, în special, pentru a face referire la subnutriție, caz în care nu există suficiente calorii, proteine sau micronutriențiîn alimentație; însă, aceasta mai include și supraalimentația. Dacă subnutriția apare pe durata sarcinii sau înainte de împlinirea vârstei de doi ani a copilului, poate cauza probleme de dezvoltare, atât fizică, cât și mentală. Subnutriția extremă, cunoscută sub numele de înfometare, poate avea simptome ce includ: stagnarea în înălțime, corp slab, niveluri de energie foarte scăzute, abdomen și picioare umflate. De asemenea, acești oameni sunt predispuși la infecții și stări de frig. Simptomele deficienței de micronutrienți depind de micronutrientul care lipsește.

## Cauze
Subnutriția este cel mai frecvent cauzată de indisponibilitatea unei alimentații de bună calitate. Acest lucru este adesea asociat cu prețurile ridicate la alimente și sărăcia. Poate fi de vină și lipsa alăptării, precum și un număr de boli infecțioase, cum ar fi: gastroenterita, pneumonia, malaria și rujeola, ce cresc necesarul de nutrienți. Există două tipuri principale de subnutriție: malnutriția protein-calorică și deficiențele de alimentație. Malnutriția protein-calorică are două forme severe: marasmul (lipsa de proteine și calorii) și kwashiorkor (lipsa de proteine). Deficiențele comune de micronutrienți includ: lipsa de fier, iod și vitamina A. Pe parcursul sarcinii, din cauza cererilor în creștere, deficiențele au devenit mai comune. În anumite țări în curs de dezvoltare, supraalimentația sub formă de obezitate începe să apară în aceleași comunități în care este prezentă și subnutriția. Alte cauze ale malnutriției includ anorexia nervoasă și chirurgia bariatrică. La vârstnici, malnutriția devine un fenomen comun din cauza factorilor fizici, psihologici și sociali.

## Tratament
Eforturile de a îmbunătăți nutriția reprezintă unele dintre cele mai eficiente forme de asistență pentru dezvoltare. Alăptarea poate reduce ratele de malnutriție și deces la copii, iar eforturile de promovare ale acesteia mărește ratele de succes. La copiii mici, cu vârste cuprinse între șase luni și doi ani, asigurarea hranei, pe lângă lapte matern, îmbunătățește rezultatele. De asemenea, există dovezi care sprijină suplementarea cu un număr de micronutrienți, în timpul sarcinii și la copii mici din țările în curs de dezvoltare. Pentru a oferi alimente celor care au cea mai mare nevoie de ele, este eficientă atât livrarea alimentelor, cât și furnizarea de bani, astfel încât oamenii pot cumpăra alimente din cadrul piețelor locale. Hrănirea copiilor la școală nu este suficientă. Gestionarea malnutriției severe în casa persoanei respective cu alimente terapeutice gata preparate este, de cele mai multe ori, posibilă. Celor care suferă de malnutriție severă complicată de alte probleme de sănătate, li se recomandă tratamentul în cadrul unui spital. Acest lucru implică gestionarea nivelului scăzut de zahăr în sânge, temperaturii corpului, deshidratării și a hrănirii treptate. Tratamentul de rutină cu antibiotice este, de obicei, recomandat din cauza riscului ridicat de infecții. Măsurile pe termen lung includ: îmbunătățirea practicilor agriculturale, reducerea sărăciei, îmbunătățirea salubrizării și autonomizarea femeilor.

## Epidemiologie, societate și cultură
În anul 2010 erau 925 de milioane de oameni subnutriți în lume, indicând o majorare de 80 de milioane din anul 1990. Se estimează că încă un miliard de oameni suferă de o deficiență de vitamine și minerale. În anul 2010, se estimează că malnutriția protein-calorică a dus la 600.000 de decese, în raport cu 883.000 în anul 1990. Alte deficiențe nutriționale, ce includ deficiența de iod și anemia cauzată de deficiența de fier, duc la 84.000 de decese. Subnutrirea, din 2010,  fost cauza a 1,4% dintre toate cazurileanilor de viață ajustați în funcție de incapacitate. Se consideră că aproximativ o treime din cazurile de deces la copii este cauzată de subnutriție; însă, aceste decese sunt rareori motivate ca atare. Se estimează că, în anul 2010, a contribuit la aproximativ 1,5 milioane de decese la femei și copii  deși unii sunt de părere că numărul real depășește 3 milioane. Încă 165 de milioane de copii suferă de subdezvoltare din cauza bolii. Subnutriția este mai comună în țările în curs de dezvoltare.

## Statistici
În anul 2006, un raport al ONU arăta că 854 de milioane de persoane sufereau de malnutriție la nivel global, în ciuda faptului că liderii mondiali au promis că vor lua măsuri pentru îmbunătățirea situației cu zece ani în urmă.
Potrivit documentului, în țările în curs de dezvoltare, numărul celor subalimentați a scăzut cu doar 3 milioane în perioada 2001-2003, comparativ cu perioada 1990-1992.
Cum în 1996, Summitul mondial al alimentației a fixat pentru 2015 obiectivul de a reduce la jumătate numărul persoanelor care sufereau de foame, directorul general al FAO, Jacques Diouf, a menționat în preambulul raportului că „realitatea tristă este că nu s-a realizat niciun progres real”.
În anul 2012, în întreaga lume existau 170 de milioane de copiii cu vârste sub 5 ani a căror dezvoltare era afectată de malnutriție.
În Pakistan, Bangladesh, India, Peru și Nigeria se găsesc jumătate dintre copiii subnutriți ai lumii.
Mai bine de 30.000 de copii din Afganistan mor anual din cauza malnutriției.
Totuși, majoritatea copiilor afectați de această problemă, aproape 85% dintre ei, nu mor, dar nici nu se pot dezvolta normal.